# Frederiksberg IF
Pour les articles homonymes, voir FIF.
Dernière mise à jour : 10 août 2023.
Le Frederiksberg Idræts-Forening, parfois abrégé en FIF, est un club omnisports basé à Frederiksberg, un quartier de Copenhague au Danemark. 
Le club est surtout connu pour sa section féminine de handball qui est la plus titrée du pays avec quinze Championnats et onze Coupe du Danemark remportés. En 2002, les sections féminine et masculine de handball sont reformées dans le club du FC Copenhague Handball. En 2010, la section masculine se détache pour former l'AG Copenhague tandis que la section féminine est alors redevenue FIF Copenhague, avant de devenir le Copenhague Handball en 2013.

## Section féminine de handball

### Palmarès
- Vainqueur du Championnat du Danemark (15) : 1956, 1959, 1962, 1966, 1967, 1971, 1972, 1973, 1974, 1976, 1978, 1980, 1981, 1985, 1989
- Vainqueur de la Coupe du Danemark (11) : 1965, 1966, 1968, 1970, 1971, 1973, 1974, 1982, 1985, 1996, 1998
- Finaliste de la Coupe des clubs champions (1) : 1963

## Personnalités liées au club
Parmi les joueuses et joueurs ayant évolué au club, on trouve :
- Camilla Andersen, handballeuse
- Jérôme Cazal (en), handballeur
- Marianne Florman, handballeuse
- Rikke Hørlykke, handballeuse
- Kasper Hvidt, handballeur
- Karina Jespersen, handballeuse
- Mads Mensah Larsen, handballeur
- Karin Mortensen, handballeuse
- Lene Rantala, handballeuse
- Bo Spellerberg , handballeur
- Mette Vestergaard Larsen, handballeuse